# Cremolobeae
Cremolobeae es una tribu de plantas pertenecientes a la familia Brassicaceae. El género tipo es Cremolobus DC.

## Géneros
- Cremolobus DC.
- Cymatoptera Turcz. = Menonvillea DC.
- Decaptera Turcz. = Menonvillea DC.
- Hexaptera Hook. = Menonvillea DC.
- Loxoptera O. E. Schulz = Cremolobus DC.
- Menonvillea DC.
- Urbanodoxa Muschl. = Cremolobus DC.